# LG X300
LG X300은 2016년 12월 공개되어, CES 2017에서 전시된 LG K8을 기반으로 보급형 스마트폰이다. 작년과는 달리 글로벌 시장에선 K 시리즈라는 이름이 계속되지만, 국내에서는 복잡한 라인업으로 인해 햇갈려하는 소비자들이 더 편하게 알아볼 수 있도록 LG X300으로 이름과 사양이 변경되어 2017년 1월 18일에 국내 통신사 3사를 통해 출시했다.안드로이드 8.1.0 오레오와 HDR을 지원한다. LG K8 2017으로부터 달라진 점은 기존의 1.5GB이었던 메모리가 2GB로 증가했다.
HD DMB로 보다 편하고 깨끗한 화질로 감상이 가능하다.

## 운영 체제
안드로이드 7.0 누가를 기본 탑재하여 출시되었으나, 2018년 10월 5일 안드로이드 8.1.0 오레오로 업데이트되었다.

## 특수 기능

### 뷰티 샷
셀피 카메라를 찍을 때 자동으로 보정이 되는 기능이다. 주로 잡티를 흐리게 하고 피부톤을 밝게 하는 효과를 준다.

### HD DMB
기존 QVGA 해상도의 DMB에서 HD 해상도로 화질이 12배 개선된 DMB 기능이다. 채널에는 KBS 스타, YTN, JTBC, MBN이 있으며, 현재는 수도권만 지원하고 있다. LG U+가 제작된 LG U에서 먼저 추가된 기능이다.

## 색상
- 실버
- 다크 블루

## 같이 보기
- LG X
- LG K8
- LG K10 2017 (X400)